# Країна Моря

Давнє Межиріччя

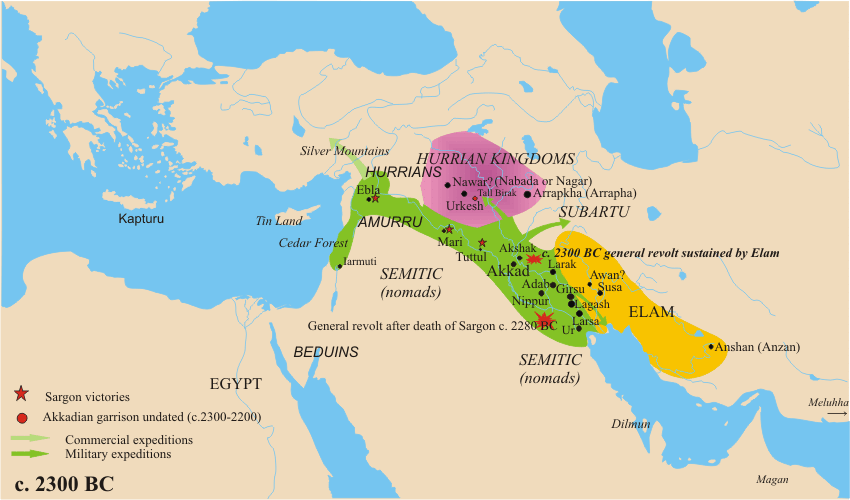
Давнє Межиріччя у 2300 до н. е.

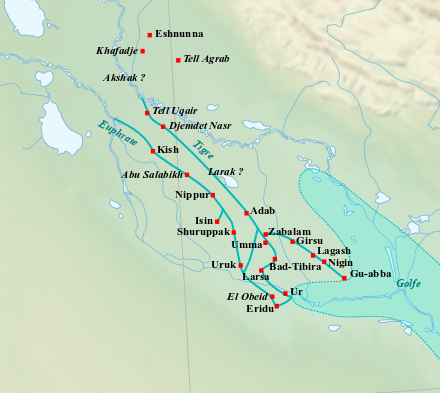
Нижнє Межиріччя

Країна Моря або Приморська країна («Примор'я»)  (URU. KU  ki ) — дослівний переклад аккадської назви болотистої області, що примикала до північної частини Перської затоки та річок, що впадають в неї. Столиця розташовувалася на місці, що сьогодні відоме як Тель-Дейхала (біля старого гирла Євфрату).
Царські списки згадують десять або одинадцять царів династії Країни Моря, що носять або аккадські, або вельми штучні шумерські імена, і називають себе в нечисленних написах «царями Приморської країни»; мабуть, вони були сучасниками ранніх касситських правителів на півночі.
Хоча ми нічого не знаємо про тривалість існування цього політичного утворення, проте є достатньо вавилонських джерел кінця II і першої половини I тисячоліття до н. е., щоб стверджувати, що в цей час Примор'ям називали південну провінцію Вавилонського царства та вона продовжувала існувати, активно беручи участь у боротьбі проти ассирійського панування.
Завойовано Вавилоном.

## Царі Країни Моря (Месопотамія)
- Ілімаллу прибл. 1722 до н. е.
- Іттіїллі прибл. 1700 до н. е.
- Дамік-Ілішу -
- Ішкібаль до прибл. 1650 до н. е.
- Шуїшші -
- Гулькішар прибл. 1594 до н. е.
- Пешгальдарамаш до прибл. 1550 до н. е.
- Адаракаламма -
- Екурдуанна прибл. 1500 до н. е.
- Маламкуркурра -
- Ейягаміль до прибл. 1450 до н. е.